# 9. politbyro ústředního výboru Komunistické strany Číny
9. politbyro Ústředního výboru Komunistické strany Číny (čínsky v českém přepisu Čung-kuo Kung-čchan-tang ti-ťiou-ťie Čung-jang Čeng-č’-ťü, pchin-jinem Zhōngguó Gòngchǎndǎng dìjiǔjiè Zhōngyāng Zhèngzhìjú, znaky 中国共产党第九届中央政治局) bylo v letech 1969–1973 skupinou cca dvouapůl desítek členů ústředního výboru Komunistické strany Číny, která tvořila užší vedení Komunistické strany Číny. Pět nejvýznamnějších členů politbyra tvořilo nejužší vedení, takzvaný stálý výbor politbyra.
Deváté politbyro bylo zvoleno 28. dubna 1969 na prvním zasedání 9. ústředního výboru zvoleného na závěr IX. sjezdu KS Číny. Skládalo se z 25 lidí: pěti členů stálého výboru – Mao Ce-tung (předseda ÚV), Lin Piao (místopředseda ÚV), Čou En-laj, Čchen Po-ta a Kchang Šeng; šestnácti dalších členů – Jie Čchün, Jie Ťien-jing, Liou Po-čcheng, Ťiang Čching, Ču Te, Sü Š’-jou, Čchen Si-lien, Li Sien-nien, Li Cuo-pcheng, Wu Fa-sien, Čang Čchun-čchiao, Čchiou Chuej-cuo, Jao Wen-jüan, Chuang Jung-šeng, Tung Pi-wu a Sie Fu-č’; a čtyř kandidátů – Ťi Teng-kchuej, Li Süe-feng, Li Te-šeng a Wang Tung-sing.
V průběhu funkčního období politbyra proběhlo několik změn jeho složení, v září 1970 byl z politbyra vyřazen Čchen Po-ta a v lednu 1971 Li Süe-feng; v září 1971 Lin Piao a Jie Čchün zahynuli na útěku z Číny po neúspěšném pokusu o puč a jejich stoupenci – Li Cuo-pcheng, Wu Fa-sien, Čchiou Chuej-cuo a Chuang Jung-šeng – byli zatčeni.

## Složení politbyra
Jako úřad je uvedeno zaměstnání a funkce vykonávané v době členství v politbyru.
VSLZ a ČLPPS jsou Všečínské shromáždění lidových zástupců a Čínské lidové politické poradní shromáždění. 
| Minulé období                    | Jméno (Český přepis Znaky)                   | Rok narození                     | Úřady a funkce | Úřady a funkce                                                                                  | Úřady a funkce | Další období                     |
| Minulé období                    | Jméno (Český přepis Znaky)                   | Rok narození                     | civilní stranické | civilní státní a jiné                                                                           | vojenské | Další období                     |
| Členové stálého výboru politbyra | Členové stálého výboru politbyra             | Členové stálého výboru politbyra | Členové stálého výboru politbyra | Členové stálého výboru politbyra                                                                | Členové stálého výboru politbyra | Členové stálého výboru politbyra |
| -------------------------------- | -------------------------------------------- | -------------------------------- | --- | ----------------------------------------------------------------------------------------------- | --- | -------------------------------- |
| 3., 5., 6., 7., 8.               | Mao Ce-tung 毛泽东                           | 1893                             | předseda ÚV |                                                                                                 | předseda Ústřední vojenské komise KS Číny | 10.                              |
| 7., 8.                           | Lin Piao 林彪 (zemřel v září 1971)           | 1907                             | místopředseda ÚV | místopředseda Státní rady                                                                       | maršál, výkonný místopředseda Ústřední vojenské komise KS Číny, místopředseda Státního výboru obrany ČLR, ministr obrany | –                                |
| 5., 6., 7., 8.                   | Čou En-laj 周恩来                            | 1898                             | | předseda Státní rady, předseda celostátního výboru ČLPPS                                        | | 10.                              |
| 8.                               | Čchen Po-ta 陈伯达 (vyřazen v září 1970)     | 1904                             | hlavní ideolog strany |                                                                                                 | | –                                |
| 6., 7., 8.                       | Kchang Šeng 康生                             | 1898                             | vedoucí skupiny ÚV pro organizaci a propagandu (od listopadu 1970)                                                                          |                                                                                                 | | 10.                              |
| Ostatní členové politbyra        |                                              |                                  | |                                                                                                 | |                                  |
| –                                | Jie Čchün 叶群 (zemřela v září 1971)         | 1917                             | |                                                                                                 | členka pracovní skupiny ústřední vojenské komise KS Číny, vedoucí sekretariátu ministra obrany | –                                |
| 8.                               | Jie Ťien-jing 叶剑英                         | 1897                             | | místopředseda celostátního výboru ČLPPS                                                         | maršál, místopředseda Ústřední vojenské komise KS Číny (výkonný místopředseda od září 1971), předseda pracovní konference ústřední vojenské komise KS Číny (od října 1971), místopředseda Státního výboru obrany ČLR                                           | 10., 11., 12.                    |
| 8.                               | Liou Po-čcheng 刘伯承                        | 1892                             | | místopředseda Stálého výboru VSLZ                                                               | maršál, místopředseda Ústřední vojenské komise KS Číny, místopředseda Státního výboru obrany ČLR | 10., 11.                         |
| –                                | Ťiang Čching 江青                            | 1914                             | členka skupiny ÚV pro organizaci a propagandu (od listopadu 1970)                                                                           |                                                                                                 | | 10.                              |
| 6., 7., 8.                       | Ču Te 朱德                                   | 1886                             | | předseda Stálého výboru VSLZ                                                                    | maršál | 10.                              |
| –                                | Sü Š’-jou 许世友                             | 1905                             | |                                                                                                 | generálplukovník, náměstek ministra obrany (do 1970), velitel nankingského vojenského okruhu | 10., 11.                         |
| –                                | Čchen Si-lien 陈锡联                         | 1915                             | první tajemník liaoningského provinčního výboru (od ledna 1971)                                                                             | předseda liaoningského revolučního výboru                                                       | generálplukovník, velitel šenjangského vojenského okruhu | 10., 11.                         |
| 8.                               | Li Sien-nien 李先念                          | 1909                             | | místopředseda Státní rady, ministr financí (do června 1970)                                     | člen pracovní konference Ústřední vojenské komise KS Číny (od října 1971) | 10., 11. 12.                     |
| –                                | Li Cuo-pcheng 李作鹏 (zatčen v září 1971)    | 1914                             | |                                                                                                 | generálporučík, člen pracovní skupiny Ústřední vojenské komise KS Číny, zástupce náčelníka generálního štábu politický komisař námořnictva | –                                |
| –                                | Wu Fa-sien 吴法宪 (zatčen v září 1971)       | 1915                             | |                                                                                                 | generálporučík, člen pracovní skupiny Ústřední vojenské komise KS Číny, velitel letectva | –                                |
| –                                | Čang Čchun-čchiao 张春桥                     | 1917                             | zástupce vedoucího skupiny ÚV pro organizaci a propagandu (od listopadu 1970), první tajemník šanghajského městského výboru (od ledna 1971) | předseda šanghajského revolučního výboru                                                        | člen pracovní konference Ústřední vojenské komise KS Číny (od října 1971) | 10.                              |
| –                                | Čchiou Chuej-cuo 邱会作 (zatčen v září 1971) | 1914                             | |                                                                                                 | generálporučík, člen pracovní skupiny Ústřední vojenské komise KS Číny, náčelník hlavní správy logistiky | –                                |
| –                                | Jao Wen-jüan 姚文元                          | 1931                             | člen skupiny ÚV pro organizaci a propagandu (od listopadu 1970), druhý tajemník šanghajského městského výboru (od ledna 1971)               | místopředseda šanghajského revolučního výboru                                                   | | 10.                              |
| –                                | Chuang Jung-šeng 黄永胜 (zatčen v září 1971) | 1910                             | |                                                                                                 | generálplukovník, předseda pracovní skupiny Ústřední vojenské komise KS Číny, náčelník generálního štábu | –                                |
| 7., 8.                           | Tung Pi-wu 董必武                            | 1886                             | | místopředseda ČLR (od dubna 1959)                                                               | | 10.                              |
| 8.                               | Sie Fu-č’ 谢富治 (zemřel v březnu 1972)      | 1909                             | první tajemník pekingského městského výboru (od 1971)                                                                                       | ministr veřejné bezpečnosti, místopředseda Státní rady, předseda pekingského revolučního výboru | generálplukovník, člen pracovní skupiny/pracovní konference Ústřední vojenské komise KS Číny, (první) politický komisař pekingského vojenského okruhu (od dubna 1971)                                                                                          | –                                |
| Kandidáti politbyra              |                                              |                                  | |                                                                                                 | |                                  |
| –                                | Ťi Teng-kchuej 纪登奎                        | 1923                             | předseda politické a právní skupiny ÚV (od 1969), člen skupiny ÚV pro organizaci a propagandu (od listopadu 1970),                          | místopředseda chenanského revolučního výboru (do června 1969)                                   | člen pracovní skupiny/pracovní konference Ústřední vojenské komise KS Číny (od dubna 1971), druhý politický komisař pekingského vojenského okruhu (duben 1971 – 1972), (první) politický komisař pekingského vojenského okruhu (od 1972)                       | 10., 11.                         |
| 8.                               | Li Süe-feng 李雪峰 (vyřazen v lednu 1971)    | 1907                             | | místopředseda Stálého výboru VSLZ, předseda chepejského revolučního výboru (do ledna 1971)      | | –                                |
| –                                | Li Te-šeng 李德生                            | 1916                             | člen skupiny ÚV pro organizaci a propagandu (od listopadu 1970), první tajemník anchuejského provinčního výboru (od 1971)                   | předseda anchuejského revolučního výboru                                                        | generálmajor, člen pracovní skupiny/pracovní konference Ústřední vojenské komise KS Číny, zástupce velitele nankingského vojenského okruhu (do 1970), náčelník Hlavní politické správy (od dubna 1970),) velitel pekingského vojenského okruhu (od dubna 1971) | 10., 11., 12.                    |
| –                                | Wang Tung-sing 汪东兴                        | 1916                             | vedoucí Hlavní kanceláře ÚV |                                                                                                 | generálmajor, člen pracovní konference Ústřední vojenské komise KS Číny (od října 1971) | 10., 11.                         |